# Neuvilly
Neuvilly település Franciaországban, Nord megyében. Lakosainak száma 1091 fő (2022. január 1.). Neuvilly Solesmes, Troisvilles, Briastre, Le Cateau-Cambrésis, Forest-en-Cambrésis, Inchy és Montay községekkel határos.

## Népesség
A település népességének változása:
| Lakosok száma | 1094 | 1122 | 1132 | 1113 | 1100 | 1088 | 1084 | 1093 | 1091 |
|               | 2013 | 2015 | 2016 | 2017 | 2018 | 2019 | 2020 | 2021 | 2022 |